# 10814 Ґнісвард
10814 Ґнісвард (10814 Gnisvärd) — астероїд головного поясу, відкритий 19 березня 1993 року.
Тіссеранів параметр щодо Юпітера — 3,167.